# Naturum Trollskogen
Naturum Trollskogen je jedna z mnoha budov Naturum, tj. návštěvnických center, edukačních zařízení a muzeí ve Švédsku. Nachází se v lese Trollskogen v přírodní rezervaci Trollskogen v distriktu Böda v okrese Borgholm na ostrově Öland v Baltském moři v kraji Kalmar v jižním Švédsku.

## Další informace
Naturum Trollskogen bylo slavnostně otevřeno v roce 2019 a je zaměřeno na místní živou a neživou přírodu, historii a inspirace pro návštěvu Trollskogen. Kromě výstav a předávání informací se zde pořádají komentované prohlídky a tematické večery. Naturum Trollskogen je jedním z prvních švédských návštěvnických center a prvotní budovy zde byly zřízeny již v roce 1972 až 1973 a v letech 2017 až 2019 byly postaveny a vybaveny nové budovy.
V době otvíracích hodin je místo volně přístupné. Některé nabízené služby jsou zpoplatněny. V budově se nachází také kavárna a obchod. U budovy se nachází také parkoviště a konečná stanice úzkorozchodné železniční trati Böda Skogsjärnväg.

## Galerie

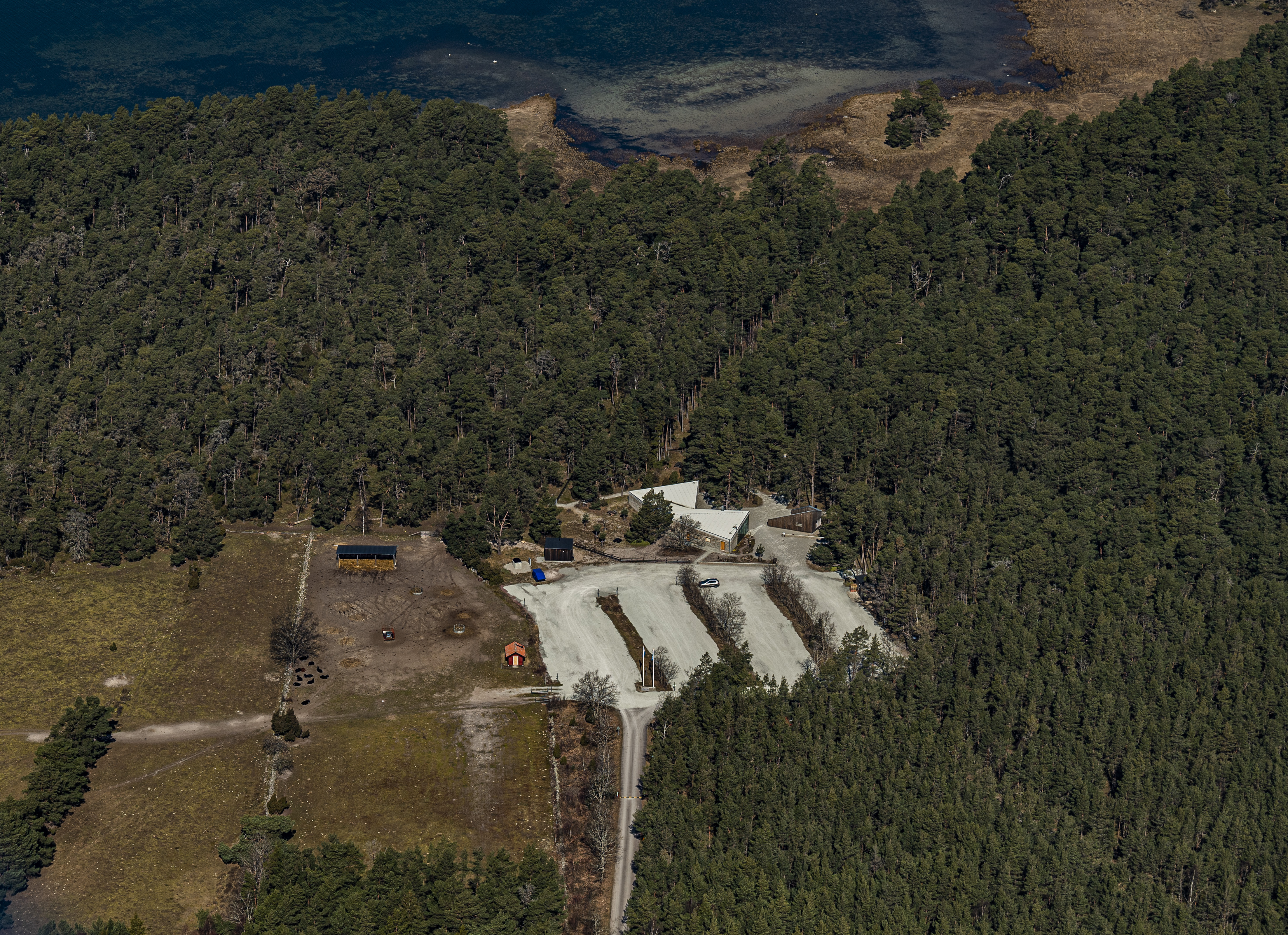
Letecký pohled